# Guaimar I de Salerno
Guaimar I (de asemenea, Waimar, Gaimar sau Guaimario) (n. cca. 855 – 901) a fost principe longobard de Salerno de la 880, atunci când tatăl său a intrat la mănăstirea de Montecassino în luna august.
Părinții lui Guaimar erau principele Guaifer de Salerno și Landelaica, fiica principelui Lando I de Capua. Din 877, el a fost asociat la domnie de către tatăl său, o practică ce se instituise odată cu dinastiile anterioare și caer va continua până la sfârșitul independenței salernitane, în 1078.
Guaimar a venit în sprijinul împăratului Carol cel Pleșuv pentru a lupta contra sarazinilor în 877, însă acesta din urmă nu s-a implicat în luptă, ci a părăsit Italia. În schimb, sarazinii s-au instalat la Agropoli în 881, de unde constituiau o amenințare constantă pentru Salerno însuși. Pe lângă sarazini, Guaimar trebuia să facă față și ducelui-episcop Athanasie de Neapole, care domina Capua, care nominal era vasală a Ducatului de Salerno. În 886, el s-a deplasat la Constantinopol alături de principele Lando al II-lea de Capua, unde a prestat omagiu, revenind în 887 cu titlul de patrikios, primit de la împăratul bizantin Leon al VI-lea. De asemenea, Guaimar a primit un contingent de mercenari pentru a lupta împotriva amenințării musulmane.
Între timp, Benevento căzuse sub controlul bizantin, iar Guaimar s-a căsătorit cu Itta, fiica ducelui Guy al II-lea de Spoleto și sora ducelui Guy al IV-lea de Spoleto. Cu sprijinul lui Guaimar, Guy a reușit să recupereze Benevento în 895, contribuind la creșterea prestigiului principatului salernitan inclusiv prin oferirea lui Guaimar a regenței în Benevento. Nu se știe cu certitudine dacă Guaimar a acceptat oferta. Se cunoaște doar că el a întreprins o încercare de a-l asasina pe gastaldul de Avellino, Adelferio, însă a fost făcut prizonier de acesta. A fost nevoie ca Guy de Spoleto să vină în persoană și să asedieze orașul pentru a-l salva pe Guaimar, care s-a întors la Salerno cu onoarea pătată.
În 893 îl numise pe fiul său, Guaimar, co-principe, și acesta a guvernat în absența tatălui său. Până la revenirea lui Guaimar I, o facțiune de napolitani prezentă în oraș s-a revoltat, fiind sprijinită de ducele Athanasie de Neapole, însă cei doi Guaimar au reușit să o reprime, după care, ca și tatăl său, Guaimar s-a retras la mănăstirea San Massimo, întemeiată de Guaifer în 900 sau 901, și a murit la puțină vreme. Cronicile contemporane îl descriu în termenii unui despot și se pare că el nu ar fi fost popular.